# Ethernet Powerlink
Ethernet Powerlink是在標準以太网上的实时通訊協定，是由Ethernet POWERLINK標準化組（EPSG）管理的開放通訊協定，是由奧地利自動化公司B&R在2001年開始使用。 
此通訊協定的名稱中雖然有Power，但是和以太网網線的電力分佈、以太网供电（PoE）、電力線通信（power line communication）或铂傲的PowerLink纜線都沒有關係。

## 簡介
Ethernet Powerlink是Ethernet的擴展，混合了輪詢以及時間切片（timeslicing）機制，可以提供：
- 時間關鍵資料可以確保在非常短的等時（isochronic）週期中傳送，具有可規劃的回應時間。
- 網路上的所有節點都可以時間同步（Time-synchronisation），精度可以到微秒以下。
- 比較沒有時間關鍵性的資料傳輸是在一個專屬的非同步（英语：asynchronous communication）通道中傳輸。

目前的實現方式其循環時間可以到200 µs以下，其時間精度（jitter）小於1 µs。

## 標準化組織
Ethernet Powerlink由Powerlink標準化組（EPSG）所推動的，此組織在2003年6月成立，是獨立的協會。
標準化組中有許多的工作組，例如安全、技術、行銷、認證及終端客戶。EPSG和標準化組織及協會一起運作，類似CAN in Automation（CiA）及IEC（電際電工協會）的關係。

## 實體層
Ethernet Powerlink原來的實體層是100BASE-TX 快速乙太網路，自從2006年底開始，實體層可以支援吉比特以太网，其傳輸速率可以提昇到十倍（1,000 Mbit/s）。
在實體控制的區域中，建議用集線器（hub），不要使用網路交換器（switch），可以減小延遲以及時間抖動（jitter）。Ethernet Powerlink使用IAONA的Industrial Ethernet Planning and Installation Guide，可以使用二種工業乙太網的接頭：8P8C（常稱為RJ45）及M12。

## 資料連結層
Ethernet Powerlink利用額外的匯流排調度機制（bus scheduling mechanism），擴展了標準乙太網的資料連結層，確保同一時間只有一個節點可以存取網路。調度機制中分為等時階段（isochronous phase）以及非同步階段（asynchronous phase）。在等時階段中會傳送時間關鍵的資料，非同步階段則會提供頻寬，傳送非時間關鍵的資料。管理節點（Managing Node，簡稱MN）會用輪詢請求訊息的方式允許其他節點存取網路。因此同一個時間只有一個節點（CN）可以存取網路，避免以往在使用網路交換器之前，乙太網集線器上會有的資料碰撞（collision）情形。以往沒有網路交換器的乙太網使用的CSMA/CD機制會產生非確定性的乙太網行為，Ethernet Powerlink使用匯流排調度機制，不會出現這類的行為。

## 基本週期
在系列啟動之後，會在實時條件下運作Real-Time domain。基本週期（basic cycle）的排程是由管理節點（Managing Node）所控制，整體的週期時間會依非同步資料的數量、等時資料的數量，以及每一個週期要輸詢的節點數量而定。
基本週期包括以下的階段：
- 啟動階段（Start Phase）：由管理節點送同步訊息給所有節點，此資料框稱為SoC，週期開始（Start of Cycle）。
- 等時階段（Isochronous Phase）：管理節點會輪流傳送Preq - Poll請求資料框給每一個節點，傳送有關製程控制或是運動控制的時間關鍵資料。定址到的節點會回覆Pres - Poll回覆資料框。在這個階段，所有不在傳送狀態的節點都處於接收模式，因此此時的通訊系統是生產者-消費者（producer-consumer）的關係。

包括Preq-n和Pres-n在內的時間框稱為定址節點的時間槽（time slot）。
- 非同步階段（Asynchronous Phase）：管理節點送出SoA（Start of Asynchronous，非同步啟始）資料框給某特定節點，授權給該節點傳送特設（ad-hoc）資料。定址到的節點會回覆ASnd。標準以IP為基礎的通訊協定及定址方式可以在此階段傳送。

網路實時通訊行為的品質會和整體基本週期時間的精度有關。個別階段的長度會變化，不過所有週期加起來仍要在基本週期時間的邊界內。管理節點會監測基本週期時間的一致程度。可以規劃非同步及等時階段的時間。
圖1：時間線上方的資料框是由管理節點送出，時間線下方的是由不同的節點送出。
圖2：各節點的時間槽以及非同步的時間槽
頻寛最佳化的多工（Multiplex for Bandwidth Optimization）
網路系統中除了在每一個基本週期傳送非同步資料外，為了提高頻寛利用率，有些節點也可以共享傳送時間槽。因此，非同步階段可以區分專屬於特定節點，每一個基本週期都可以傳送資料的時間槽，另外一些時間槽則是由幾個節點共享，幾個基本週期才會傳送一次資料。因此其他也有時間關鍵資料，但優先度較低的節點，可以在時間為基本週期整數倍的週期來傳送。管理節點可以規劃每個傳送週期中的時間槽。
圖3：EPL的多工模式
輪詢響應鏈
輪詢響應鏈（Poll response chaining）模式主要是用在機械人應用以及大型的超級結構（superstructures）。其關鍵是資料框的數量以及較好的資料分佈。

## OpenSAFETY
目前，機械、工廠以及安全系統由基於硬件的安全功能組成的嚴謹方案中。結果是昂貴的網路線以及有限的診斷選項。其解法是將安全相關的應用資料整合到串列控制的通訊協定中。OpenSAFETY允許publish/subscriber及client/server兩種通訊方式。安全相關資料是在標準通訊訊息中的嵌入資料框中傳送。功能安全通訊協定中，需要有避免因為系統錯誤或是隨機錯誤造成未偵測到失效的機制，是其整體性的一部份。OpenSAFETY符合IEC 61508，滿足安全完整性等級（SIL）3的要求。錯誤偵測機制不會影響現有的傳輸層。

## 腳注
1. ↑  : 35. 2013  [2020-01-22]. （原始内容存档于2016-10-18）.

## 外部連結
- ethernet-powerlink.org Ethernet POWERLINK Standardization Group website（页面存档备份，存于）
- sourceforge.net/projects/openpowerlink Open Source Stack （页面存档备份，存于）
- Ethernet Powerlink Group
- OpenSafety Group